# 鳥谷敬
鳥谷 敬（とりたに たかし、1981年6月26日 - ）は、東京都東村山市出身の元プロ野球選手（内野手、右投左打）、野球解説者・野球評論家、コーチ、タレント。個人事務所ラゾ所属。

## 概要
2004年から2019年にかけて阪神タイガースで16年間、2020年から2021年にかけて千葉ロッテマリーンズで2年間プレーし、日本野球機構（NPB）の一軍公式戦1939試合連続出場、13シーズン連続全試合出場（いずれも歴代2位）、史上50人目の公式戦2000本安打および、史上15人目の1000四球を達成した。遊撃手としては、NPB公式戦シーズン最多打点記録（104打点）および、歴代最長のフルイニング出場記録（667試合）、セントラル・リーグのシーズン最多補殺記録（490補殺）を保持している。
阪神への入団後には、2010年と2011年に選手会長、2012年から2016年まで主将を務めた（2012年、2016年は野手キャプテン）。

## 経歴

### プロ入り前
小学生の時には東村山ジュニアメッツ（東村山市立八坂小学校時代）や小作台少年野球クラブ（羽村市立小作台小学校時代）に所属。羽村市立羽村第一中学校時代は瑞穂シニアでプレーした。しかし、中学2年生の冬の頃から両膝の成長痛で苦しんだことから、中学卒業を機に野球を辞める予定だった（後述）。高校入学から野球部の入部が遅れたのもそれによる影響である。
聖望学園高校へ進学後、前述の経緯などもありしばらくは練習を見るという形のみに留めていたが、懸念材料であった成長痛の痛みが改善したことから、1年秋に野球部へ入部。まもなく正二塁手の座を確保し、3年夏には、遊撃手兼投手としてチームを初の甲子園大会出場へ導いた。この年、チームは埼玉県大会にて3試合連続で逆転サヨナラ勝利を挙げている。本大会では、日田林工高校との初戦で2安打2打点を記録。投手としてリリーフで登板すると、ストレートで最速143km/hを計測したが、チームは初戦で敗退した。その後、プロ志望届を提出したものの指名を受けなかったため、早稲田大学野球部のセレクションを受験。野村徹監督（当時）から高評価を受け、この年から同大学が設けたスポーツ推薦入学枠の第1号として合格した。ちなみに、鳥谷が入団を希望していた西武ライオンズには、3年夏の選手権埼玉大会で対戦した埼玉栄高校の大島裕行がドラフト3位で指名。対外試合通算86本塁打（当時の高校最多記録）の実績を背景に、入団へ至っている。
早稲田大学では、1年春の入学直後の時点から正遊撃手に抜擢。主に3番打者を任され、2年春には、後藤武敏に並ぶリーグ史上最速タイで三冠王を獲得。同期の青木宣親・比嘉寿光・由田慎太郎などと共に、3年春から4年秋までチームのリーグ戦4連覇に貢献。4年春には当時のリーグ最多四死球（19）を記録すると、秋には2度目の首位打者を獲得した。リーグ通算96試合に出場、在学中の全試合にスタメン起用され、打率.333（345打数115安打）、11本塁打、71打点を記録。遊撃手として5度のベストナインに選ばれた。通算115安打は、2017年の春季リーグ終了時点で早稲田大学の選手として歴代2位に当たる。4年時には、第32回日米大学野球の日本代表メンバーとして、アメリカへの遠征も経験した。1学年上に和田毅、1学年下に田中浩康、2学年下に越智大祐、武内晋一がいる。
2003年のNPBドラフト会議で、自由獲得枠を通じて、契約金1億円、年俸1500万円（金額は推定）という最高条件で阪神タイガースに入団した。背番号は1。担当スカウトは菊地敏幸で、「日本一の遊撃手を獲得する」という球団の強い意向から、前述した日米大学野球のアメリカ遠征にも同行していた。
この会議に際しては、阪神の他にも、かつて入団を希望していた西武を始め、和田を前年（2002年）に自由獲得枠で獲得していた福岡ダイエーホークス、読売ジャイアンツ（巨人）、横浜ベイスターズも鳥谷の獲得を目指していた。特に巨人は当時正遊撃手であった二岡智宏のコンバートも視野に鳥谷獲得を目指していたという。しかし、内野手として土のグラウンドでのプレーを望んでいた鳥谷は、「お金で自分の将来を決めたくない。そんな人間だと思われるのが一番嫌だ」とコメント。大学4年時の東京六大学秋季リーグ戦の前に、上記の球団で唯一、本拠地の内野グラウンドに土を使用する阪神への入団を決意した。

### 阪神時代

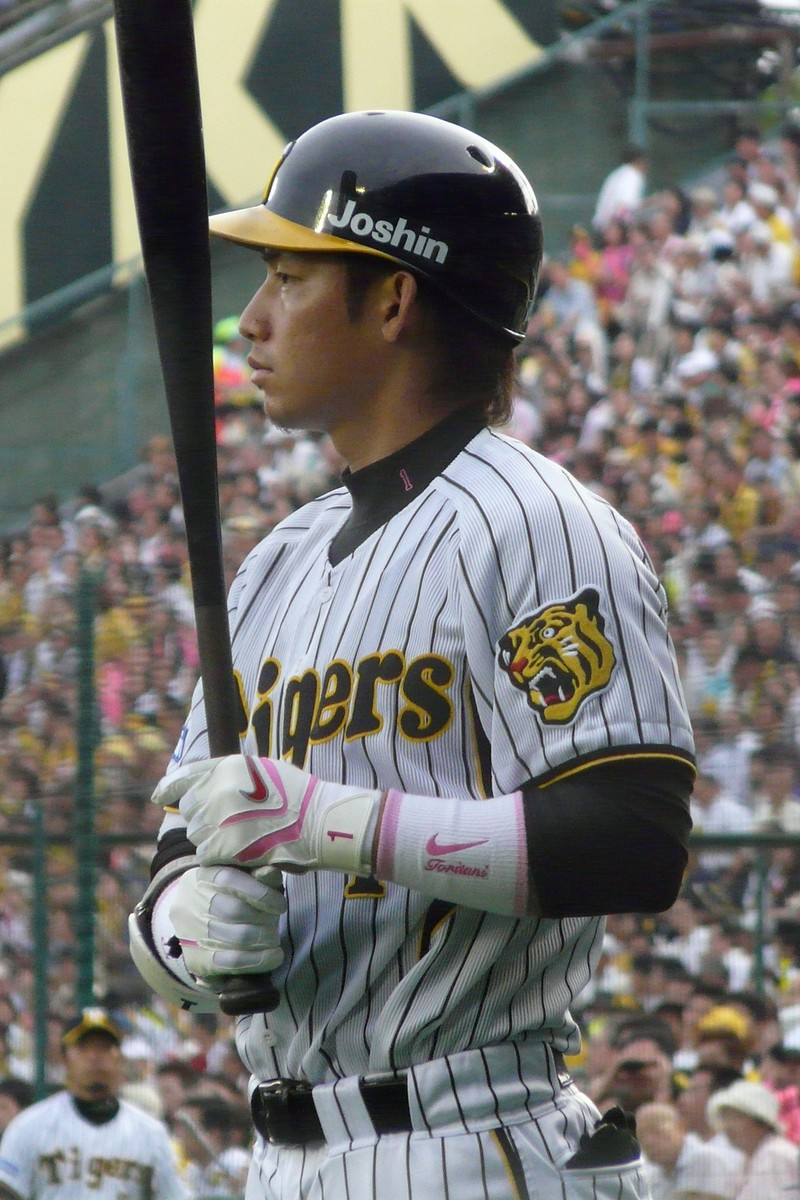
阪神タイガース時代
（2008年7月16日、阪神甲子園球場にて）

2004年、キャンプ・オープン戦から注目されながら、前年の正遊撃手だった藤本敦士とポジションを争った末に、レギュラーシーズンの開幕戦である4月2日の対巨人戦（東京ドーム）に「7番・遊撃手」としてスタメン出場を果たした。しかし、開幕6試合目で藤本にスタメンを明け渡すと、一時は一軍に帯同しながらウエスタン・リーグの公式戦にも出場。シーズン通算では、一軍公式戦101試合の出場で打率.251、3本塁打、17打点という成績にとどまった。その一方で、7月9日に大阪ドームで催されたフレッシュオールスターゲームには、ウエスタン・リーグ選抜の「3番・遊撃手」として3打数1安打1盗塁を記録。シーズン中に藤本が野球日本代表としてアテネオリンピックに派遣されてからは、オリンピック終了後に藤本が打撃不振に見舞われたことも相まって、スタメン出場の機会を増やした。
2005年、藤本の二塁コンバートを背景に、レギュラーシーズンの開幕から、正遊撃手として一軍公式戦全146試合に出場。開幕当初は下位打線に組み込まれていたが、2番打者を任されていた藤本と関本健太郎が相次いで打撃不振に陥ったことから、セ・パ交流戦以降は2番打者に定着した。レギュラーシーズン全体では、打率.278、9本塁打、52打点という成績を残すとともに、サヨナラ本塁打を2本放つなどチームの優勝に貢献。オールスターゲームに同リーグ遊撃手部門のファン投票1位で初出場を果たすとともに、千葉ロッテマリーンズとの日本シリーズにも出場した。シーズン終了後には、高校の1年先輩で、野球部のマネージャーだった一般人女性と結婚している。
2006年、シーズン前半は主に7番・遊撃手、シーズン後半は6番・遊撃手として、一軍公式戦全146試合にフルイニング出場。6月1日の対東北楽天ゴールデンイーグルス戦で愛敬尚史から逆転2点本塁打、2日の対福岡ソフトバンクホークス戦では斉藤和巳からソロ本塁打と適時二塁打、3日の対ソフトバンク戦では藤岡好明からサヨナラ安打を放ち、3日連続でヒーローインタビューに立った。ファン投票選出で2年連続でオールスターゲームに出場。9月前半まで打率3割台を維持したが、シーズン最終盤に成績を落とし、最終成績は打率.289、15本塁打、58打点だった。9月に長男が誕生。
2007年、主に1番打者として、一軍公式戦全144試合に出場。打撃面では好不調の差が激しく、通算成績は打率.273、10本塁打、43打点と、前年を軒並み下回った。7月24日の対中日ドラゴンズ戦で、一軍公式戦340試合連続フルイニング出場のNPB遊撃手最多記録を樹立。9月28日の398試合まで記録を伸ばしたが、25日の試合で受けた死球の影響で翌29日に途中交代した。同年オフにレーシック手術を受け視力が回復した。
2008年、レギュラーシーズンの開幕から「6番・遊撃手」に起用されると、一軍公式戦全144試合に出場。シーズン前半は3割を超える打率で、勝負強さも見せた。夏場に新井貴浩が離脱した際には3番や5番に入ったが調子を落とした。不調だった今岡誠が9月に復帰した後は再び6番に戻り、打率.281、13本塁打、自己最多の80打点を記録。10月19日のクライマックスシリーズ対中日戦では1試合2本塁打を放った。守備では簡易RF5.13を記録したが、ゴールデングラブ賞受賞はならなかった。同年は自身2度目の全試合フルイニング出場も達成してベストナインを初受賞。9月13日に次男が誕生。
2009年、レギュラーシーズンの開幕戦で「3番・遊撃手」に起用されたことを皮切りに、一軍公式戦全144試合に出場。4月終了時点で90打数30安打14打点と好調だったが、5月に不調に陥り、打順も7番に降格し、チャンスで代打を送られるなど苦しんだ。シーズン後半は完全復調して打順も3番に戻り、打率.288、自身初の20本塁打、75打点を記録。安打、得点、打率、長打率、OPSはチーム1位。守備でも遊撃手としてリーグトップの守備率.990を記録した。これは平田勝男が1986年に記録した.988を上回る球団記録でもあった。11月26日、引退した赤星の後継としてチーム選手会長に就任した。
2010年、前年に続いて、レギュラーシーズンの開幕から「3番・遊撃手」として、一軍公式戦全144試合に出場。5月にマット・マートンと交錯し腰椎を骨折した後、成績を落とし、4試合スタメン離脱。6月から7月まで1番打者を務め、3番に戻った8月から一気に調子を上げ、赤星の持っていた球団月間安打記録を更新する43安打を放つなど、月間打率.422、OPS 1.151の活躍で月間MVPを初受賞した。また、7月20日の対広島東洋カープ戦で球団史上初となる延長戦での逆転サヨナラ本塁打を放った。10月2日の対広島戦で、遊撃手としてプロ野球史上初となるシーズン100打点を記録。10月5日の対東京ヤクルトスワローズ戦でプロ通算1000本安打を達成。シーズンを通して打率.301、19本塁打、104打点と自己最高の成績を残し、リーグトップの得点圏打率.360、満塁打率.500を記録するなど勝負強さも見せて2年ぶり2度目のベストナインを受賞。この年に記録した104打点は遊撃手としてのシーズン最多打点のプロ野球記録である。7月2日に長女が誕生した。
2011年、レギュラーシーズンの開幕から「3番・遊撃手」に定着すると、一軍公式戦全144試合に出場。5月15日の対中日戦で打球処理の際に右手人差し指の爪を裂傷し途中交代。翌週から始まったセ・パ交流戦では遊撃守備を上本博紀に譲り、5月28日に守備復帰するまで指名打者や代打で出場した。5月22日の対西武戦で通算1000試合出場を達成。この年に導入された統一球の影響もあり本塁打・打点は前年の半分以下に落ちたものの、2年連続の打率3割越え（打率.300・リーグ4位）を記録し、OPSはリーグ3位、RC27はリーグ2位を記録。RCWINでは自己最高の数値を記録するなど、傑出度では過去最高の成績だった。また三塁打7・四球78・出塁率.395はいずれもリーグトップで、自身初のタイトルとなる最高出塁率を獲得した。上述の怪我で守備ができない時期もあったが、3年連続失策一桁台、自身の持つ球団記録を更新する守備率.991を記録して、ゴールデングラブ賞を初受賞、2年連続3度目となるベストナインも受賞した。9月3日に国内フリーエージェント (FA) 権を取得したが行使せず残留した。
2012年、チームがキャプテン制を導入したのに伴い、野手キャプテンに選ばれた。レギュラーシーズンでは、阪神の選手でただ1人、全144試合に出場。通算成績は打率.262、8本塁打、59打点で、打率が前年を大きく下回ったものの、自己最高の94四球を記録したことで高い出塁率を維持した。8月には海外FA権を取得。「メジャーへの思いはあります」とメジャーリーグ挑戦志向があることを公言し、「メジャーか残留かは正直、五分五分」とまで話したが、前年と同じくFA権を行使せずに残留を表明。「いろんな可能性を残して、自分を奮い立たせてやりたい」と年俸2億8000万円の単年契約で契約更改した。
2013年、レギュラーシーズン前に開かれたワールド・ベースボール・クラシック（WBC）に、日本代表として出場。日本代表の強化試合およびWBCの本選では、本職である遊撃手以外の内野手の層が薄いチーム編成の下で、公式戦での経験がほとんどない二塁手や三塁手としても多く起用された。2次ラウンドの対チャイニーズタイペイ戦（東京ドーム）で1点ビハインドの9回表一死から四球で出塁すると、二死後に打者・井端弘和の場面で二盗に成功。直後に井端の適時打で同点のホームを踏み、延長10回・4対3で日本代表が勝利したのに貢献した。翌日の対オランダ戦には、それまでの本選で無安打だったにもかかわらず、出塁率の高さや前述の盗塁を買われてリードオフマンとして先発出場。初回に先頭打者本塁打を右翼に放った。この一打をきっかけに、チームはWBC1試合最多記録タイの17安打・6本塁打の猛打を見せ、16-4で大会規定による7回コールド勝ち。3大会連続の決勝ラウンド進出を決めた。決勝ラウンド準決勝の対プエルトリコ戦（サンフランシスコ・AT&Tパーク）では、1番二塁手として8回裏の打席で三塁打を放つと、次打者・井端の適時打で日本代表唯一の得点を挙げたが、チームは1対3で敗退した。
レギュラーシーズンでは藤川球児のメジャーリーグ移籍に伴いチームキャプテンに選ばれ、「3番・遊撃手」として公式戦への出場を継続。7月7日の対広島戦（マツダスタジアム）で、2004年9月9日の対ヤクルト戦（甲子園）からの連続試合出場記録がNPB歴代単独3位の1251試合に達した。また、オールスターゲームには、セントラル・リーグのファン投票・遊撃手部門で選出。同ゲーム前最後のリーグ戦であった7月17日の対巨人戦（甲子園）から9月16日の対ヤクルト戦（神宮）までは、球団史上最長・リーグ歴代3位タイの47試合連続出塁を記録した。8月30日の対広島戦（甲子園）で、自身初にして、阪神の遊撃手では1980年の真弓明信以来33年ぶりに4番で起用された。10月以降は3番に戻ったものの、公式戦ではリーグ最多および球団新記録の104四球を記録し、2年連続フルイニング出場を達成した。2011年以来2度目となるゴールデングラブ賞を両リーグ最多投票で受賞、通算4度目となるベストナインも受賞し、DELTA算出のUZRで遊撃手1位の26.4、1000イニングあたりのUZR/1000では2位の20.4を記録、同社算出の選手総合評価指標WARでは両リーグ1位の8.0を記録した。シーズンオフには「優勝できなかったということがあるし、チームの方に必要とされた」と話し、年俸3億円の単年契約で契約更改した。
2014年、レギュラーシーズンの開幕前に背中の張りを訴えてオープン戦を数試合欠場したが、開幕戦であった3月28日の対巨人戦（東京ドーム）では、公式戦では2007年以来7年ぶりに「1番・遊撃手」としてスタメンに起用。4月には、30日の対広島戦（甲子園）2回裏に適時打で出塁すると、マウロ・ゴメスの本塁打によるホームインで月間30得点の球団新記録を達成した。5月29日の対西武戦（甲子園）では、現役選手では最も若い32歳11か月で、公式戦通算1500本安打を記録。レギュラーシーズン全体では、自己最高の打率.313、出塁率.406という成績を残した。また、NPBの遊撃手としては初めて、公式戦3年連続フルイニング出場を達成。藤村富美男と並ぶ球団タイ記録および、NPB史上4位に相当する10年連続全試合出場も成し遂げた。
なお、シーズン終了後には、海外FA権を行使することを宣言。代理人にスコット・ボラスを立てたうえで、MLB球団への移籍を目指した。宣言後の交渉では、複数の球団が獲得に興味を示した。しかし、条件面で折り合いがつかなかったため、阪神への残留を表明した。
2015年、春季キャンプ直前の1月22日に、推定年俸4億円（前年から1億円増）という条件で5年契約を締結した。鳥谷はこれに関して「阪神で終われたら」と、公の場で初めて「生涯虎」を誓った。レギュラーシーズンでは、9月3日の対広島戦（甲子園）で、球団歴代3位の通算1740安打を達成。4年連続の公式戦全試合フルイニング出場を達成するとともに、シーズン終了後には、3年連続6度目のベストナインを受賞した。通算6度目のベストナイン選出は、藤田平に並ぶ球団2位の記録である。
その一方で、シーズン終了後には、2012年までのチームメイトだった金本知憲が一軍監督に就任。金本からゴメス・福留孝介と並んでレギュラー野手の座を早々に確約される一方で、「数字（成績）、実績、年齢、年数をすべて考えても、（金本自身が把握する限りでの鳥谷の能力に比べれば）物足りない。お前が変わらないと、チームも変わらない」という表現を通じて、打撃フォームの改造や長打力を上げるための体重増、意識改革を求められた。
2016年、投手・野手別のキャプテン制度が4年ぶりに復活したことから、チームキャプテンから野手キャプテンに変更。金本監督による構想の下で、「6番・遊撃手」として公式戦をスタート。4月24日の対広島戦（マツダスタジアム）で、NPB公式戦600試合連続フルイニング出場を達成した。この記録は、NPBの野手では史上4人目、遊撃手のみで公式戦に出場した選手としては初めてであった。しかし前半戦では、プロ入り後自己ワーストの28打席連続無安打に陥ったり、4番と9番以外の全打順でスタメン出場を経験したりするなど総じて不振。4年ぶりにオールスターゲームへの出場を逃した。後半最初の試合であった7月18日の対巨人戦（甲子園）では、NPB公式戦通算1102三振を喫するとともに、阪神の選手による公式戦での通算最多三振記録を更新。結局、シーズンの通算打率は、プロ入り後最低の.236にとどまった。本塁打数（7本）や盗塁数（13）は例年とほぼ同じ水準だったものの、打点は36で、入団1年目に次ぐ少なさだった。
また、7月24日の対広島戦（マツダスタジアム）でスタメンを外れたことによって、2011年10月24日の同カードから始まった公式戦での連続試合フルイニング出場記録は667試合で途切れた。この試合以降、代打からの途中出場が相次いだが連続試合出場は継続した。北條史也が遊撃手として頭角を現したことから、9月3日の対横浜戦（甲子園）では「6番・三塁手」としてスタメンに起用された。三塁手としての公式戦出場は2004年9月11日の同カード（横浜）、スタメンでの起用は同年6月20日の対巨人戦（東京ドーム）以来12年ぶり。この試合を境に、鳥谷を三塁手、北條を遊撃手としてスタメンで起用するパターンが定着した。鳥谷自身は、シーズン終了後に、翌年から遊撃一本で北條と再び競い合うことを金本に直訴している。
9月30日の対巨人戦（甲子園）では、出場機会のないまま7回裏二死から強い降雨で試合が中断。試合自体は5回裏終了の時点で成立していたため、雨天コールドゲームへ至った場合には、自身の連続試合出場記録が1750試合で途切れる可能性があった。しかし、11分間の中断を経て試合が再開されると、8回表から三塁手として出場。チームのレギュラーシーズン最終戦であった翌10月1日の同カードでは、「6番・三塁手」としてのフル出場によって、上記の記録を1752試合にまで伸ばしている。
2017年、春季一軍キャンプから北條との間で正遊撃手争いを展開したが、金本監督は北條をキャンプの「筆頭MVP」に選出する一方で、鳥谷には「北條に7対3で勝っても遊撃のレギュラー（として起用すること）はない」と通告。鳥谷は、オープン戦で二塁手や三塁手にも起用された後に、プロ14年目で初めて公式戦の開幕を三塁手として迎えた。
レギュラーシーズンでは、開幕戦から三塁手として公式戦へのスタメン出場を続けた結果、4月19日の対中日戦（ナゴヤドーム）で連続出場試合数が1767試合に到達。金本が現役時代に達成した1766試合連続出場記録を上回るとともに、公式戦における連続出場試合数で、衣笠祥雄の2215試合に次ぐ単独2位に浮上した。
5月24日の対巨人戦（甲子園）に「6番・三塁手」としてスタメンで出場したことによって、連続試合出場記録が1794試合にまで到達した。しかし5回裏の第2打席で、吉川光夫が投じた144km/hのストレートが顔面の右側付近を直撃した影響で昏倒。丹波幸一球審がこの投球を危険球と宣告したため、吉川が退場処分を受けたほか、鳥谷も鼻からの出血が止まらないままグラウンドを後にした。試合後の診察で鼻の骨が折れていることが判明したが、翌25日の同カード以降の試合にも、フェイスガードをつけながら代打や三塁手として出場を継続。セ・パ交流戦では、6月6日の対オリックス・バファローズ戦（京セラドーム大阪）3回表の打席で金子千尋からシーズン2号本塁打（3点本塁打）を放ったことによって、交流戦通算350安打（NPBの一軍交流戦における個人最多安打記録）を達成した。さらに、球団からのノミネート選手としてセ・リーグの三塁手部門に名を連ねたオールスターゲームのファン投票では、リーグ全部門で最も（パ・リーグ全部門を含めれば3番目に）多い471,327票を獲得。三塁手としては初めての出場を果たした。
9月8日の対DeNA戦（甲子園）で、2回裏に一死一塁で迎えた第1打席で井納翔一から右中間へ適時二塁打を放ち、NPB史上50人目の公式戦通算2000安打を達成した。達成までに要した出場試合数は1956試合で、NPB実働14年目での達成は、ドラフト制度導入後の1965年以降に新人扱いでNPBの球団と契約した日本人選手における最速記録。新人時代から一貫して阪神に在籍した生え抜き野手では、1983年に後楽園球場の対巨人戦で記録した藤田平以来2人目だが、本拠地・甲子園球場での達成は球団史上初めてである。翌9日の対DeNA戦（甲子園）では、第4打席まで凡退したものの、延長12回裏に二死満塁で迎えた第5打席で通算2001本目の安打をサヨナラ安打で記録した。レギュラーシーズンの最終戦であった10月10日の対中日戦（甲子園）で4打数4安打以上の記録を残せば、シーズンの最終打率が3年ぶりに3割へ達する可能性があったが、実際には4打数無安打で終了（最終打率は.293）。その一方で、NPB史上15人目の公式戦通算1000四球を達成した。レギュラーシーズン全体では、公式戦全143試合に出場。打率.293、4本塁打、41打点、143安打、出塁率.390、OPS.767など、前年を大きく上回る成績で復活を果たした。さらに、シーズン終了後には、セ・リーグの三塁手部門でゴールデングラブ賞に選ばれた。遊撃手部門では過去に4回受賞しているが、三塁手部門での選出は初めてである。
2018年、春季一軍キャンプの途中から、二塁守備の練習を本格的に始めた。メインポジションが一塁であるウィリン・ロサリオが4番打者候補として入団したことを機に、前年に新人ながらレギュラーシーズン後半から主に一塁手として長打力を発揮していた大山悠輔を、本来のポジションである三塁へ回したことによる。オープン戦でも主に二塁を守ると、3月30日には、巨人との開幕戦（東京ドーム）に「2番・二塁手」としてスタメンで出場。開幕当初から打撃が振るわず、前年までの正二塁手である上本や西岡剛などとの併用策の下でスタメン起用の機会が限られていたが、試合途中からの出場を繰り返しながら連続試合出場記録を更新していた。5月18日の対中日戦（ナゴヤドーム）では、9回表に代打へ起用されたことによって、一軍公式戦における通算出場試合数の球団記録（2011試合）を達成。この時に、公式戦では初めて、代打で犠打を記録した。しかしセ・パ交流戦の初戦となる5月29日の対ソフトバンク戦（甲子園）もベンチへ入っていたが、最後まで出場の機会がなかったため、連続試合出場記録は1939試合、シーズン全試合出場記録は13シーズン（いずれもNPB歴代2位）で途絶えた。
ただし、以降のシーズンも、一軍に帯同したまま公式戦へ随時出場。三塁手へ再び転向した6月には、月間打率が.300を超えた。8月18日の対ヤクルト戦（神宮）では、マット・カラシティーからシーズン1号本塁打を放ったことによって、入団1年目からの一軍公式戦15年連続本塁打を記録。9月下旬以降の試合では、シーズン途中から正遊撃手の座を奪い返していた北條の故障離脱などを背景に、遊撃手としての出場を再開した。10月4日の対ヤクルト戦（甲子園）では、5回裏に代打で星知弥から適時打を放ったことによって、藤田平が保持していた一軍公式戦における球団歴代最多安打記録（2064安打）を更新。シーズン通算では121試合に出場したが、入団1年目以来14年ぶりにセ・リーグの最終規定打席へ到達せず、本塁打数は入団後最少の1本、打率は入団後最低の.232にとどまった。
シーズン終了後には、金本に代わって一軍監督へ就任した矢野燿大に対して、北條などとの間で正遊撃手の座を再び争うことを直訴。阪神との5年契約が翌2019年シーズンで満了することから、推定年俸4億円（現状維持）という条件で契約を更改した直後には、「野球を続けられるのか、辞めなきゃいけないのか、（2019年は自分にとって）大事な1年になる」という表現で、同年の結果によっては現役引退を覚悟していることを示唆した。
2019年は、春季キャンプから北條や新人の木浪聖也との間で正遊撃手争いを展開。オープン戦では14試合の出場で打率.308と好調だったが、木浪がチームのオープン戦新人最多安打記録（通算22安打）を達成するなど好成績を残したことから、3月29日のレギュラーシーズン開幕戦（京セラドーム大阪での対ヤクルト戦）では木浪に遊撃スタメンの座を明け渡した。一軍開幕戦でのベンチスタートは、阪神への入団16年目で初めての経験だったが、延長11回裏に代打へ起用されると三塁打を記録。チームのサヨナラ勝利および、一軍監督としての矢野の公式戦初勝利につなげた。以降のシーズンは、木浪と北條が揃って不振だった時期に遊撃手としてスタメンに起用された程度で、主に代打として出場。例年どおり一軍へ帯同しながら調整を続けたが、前年来の打撃不振は深刻で、出場62試合（93打席）の時点までは打点すら挙げられなかった。この年で5年契約が満了することから、8月29日には、翌年の去就をめぐって球団の幹部と会談。その席上で、翌年の戦力構想から外れていること（事実上の引退勧告）を伝えられた。鳥谷自身も8月31日に、去就への明言を避けながら、この年限りで阪神を退団することを表明した。同時に二軍での調整を首脳陣へ申し出たが、「（この時点でセ・リーグ優勝の可能性が消滅していたチームが）クライマックスシリーズへ進出するためには必要な戦力」として矢野が慰留したため、引き続き一軍へ帯同。9月12日の対ヤクルト戦（甲子園）8回裏一死一塁から代打で適時二塁打を放ったことによって、シーズン初打点を記録した。その後は同月15日の対巨人戦（東京ドーム）で代打で2点適時打、22日の対DeNA戦でも代打で先制適時打を放つなどの活躍を見せたが、出場試合数はプロ入り最低の74試合に留まり、本塁打も初めて1本も打てず、打率.207、打点4、出塁率.298はいずれも自身最低を記録するなど、ほとんどの指標でプロ入り最低の成績であった。シーズン最終戦となった対中日戦ではベンチスタートであったが、7回裏に先頭岩崎優の代打で出るとそのまま遊撃手の守備に就き、試合終了まで出場し阪神の鳥谷としてのレギュラーシーズンを終え、チームも逆転でCS進出を決めた試合となった。

### ロッテ時代
2020年、前年シーズンオフに戦力外通告を受けて阪神を退団し、年明けから春季キャンプまで去就が未定な状況が続いていたが、3月10日に千葉ロッテマリーンズが獲得を発表。翌日付でNPBからロッテの選手として支配下選手登録公示された。年俸は1600万円（推定）で、背番号は00。

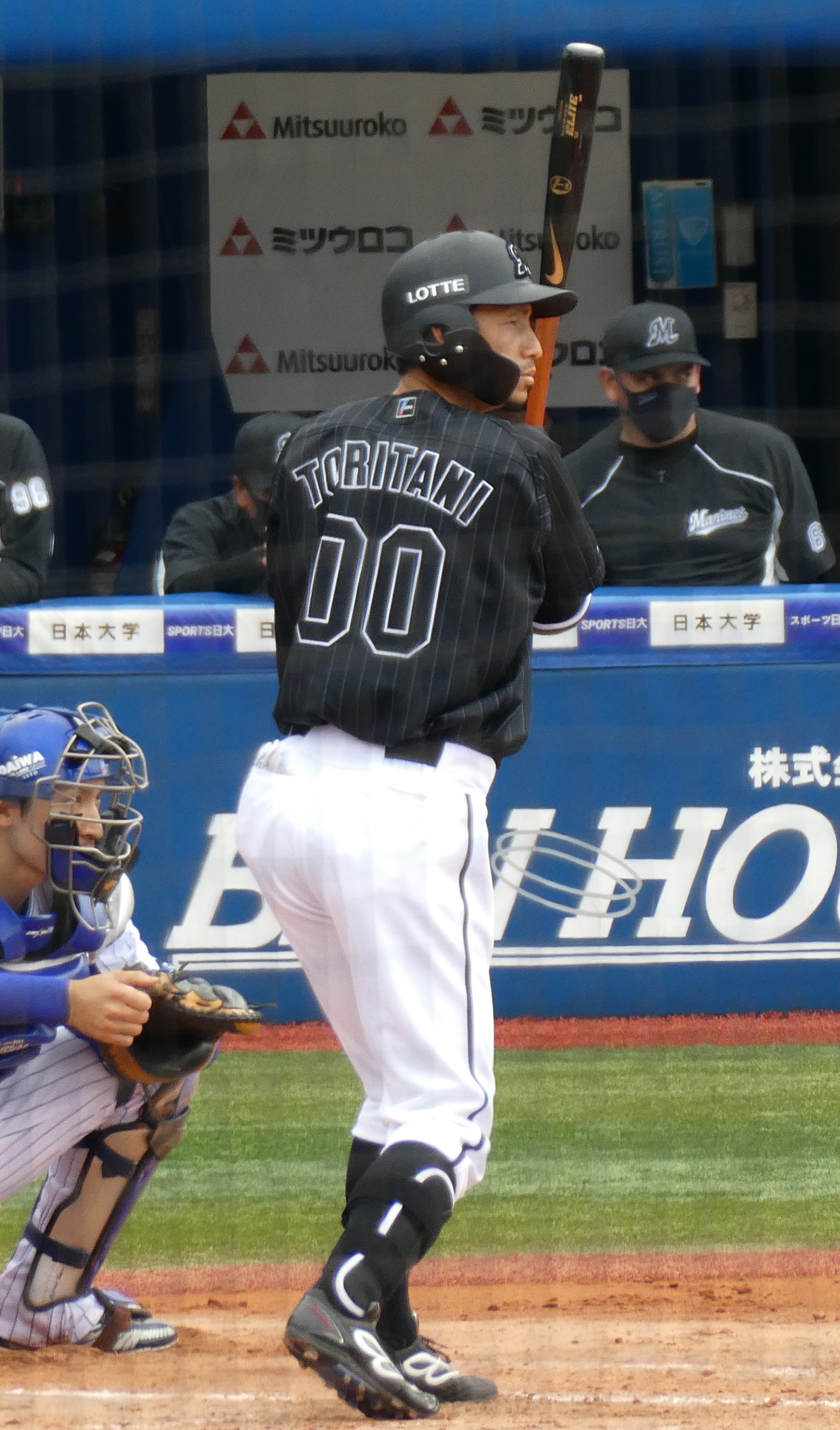
千葉ロッテマリーンズ時代
(2021年6月6日)

6月20日の対福岡ソフトバンクホークス戦（福岡PayPayドーム）では、8回表にブランドン・レアードの代走として移籍後初出場。7月18日の対北海道日本ハムファイターズ戦（札幌ドーム）では、吉田侑樹から移籍後初ヒットを放つと、7月23日の対埼玉西武ライオンズ戦（メットライフドーム）では「7番・三塁手」で移籍後初の先発出場を果たすも、無安打に終わった。8月20日の対ソフトバンク戦（ZOZOマリンスタジアム）では、同点の10回裏に安田尚憲の代走として出場すると、相手投手の椎野新が暴投した際に二塁から激走。タイミングはアウトだが、甲斐拓也の送球が逸れたのを見て、タッチを避けるようにヘッドスライディングし、本塁に生還。サヨナラ勝ちに貢献し、ロッテはこの勝利で首位タイに並んだ。10月25日の対オリックス・バファローズ戦（京セラドーム）では、鈴木優から右中間へ適時二塁打を放ち、史上46人目となる通算350二塁打を達成した。同28日の対ソフトバンク戦（PayPayドーム）では、「8番・遊撃手」として先発出場。遊撃手としての通算出場試合数が1768試合となり、石井琢朗の1767試合を抜いて、当時の日本新記録を樹立した。この年は、6月27日の対オリックス戦（ZOZOマリン）で9回表にプロ入り初の一塁守備に就くなど、内野全てのポジションを守り、守備から、もしくは代走での出場がメインとなった。出場試合数はプロ入り後最小の42試合に留まり、打率（.139）、安打（5本）、四球（1）などはプロ入りワーストの成績となった。本拠地のZOZOマリンでは16打数無安打に終わった。また、シーズン中の10月6日には新型コロナウイルスに感染したことが発覚し、プロ入り後初めて一軍登録を抹消された。
2021年は、練習試合などでの状態の良さを買われ、3月26日に行われたソフトバンクとの開幕戦（PayPayドーム）に「7番・遊撃手」として先発出場した。39歳9か月での開幕スタメンは、遊撃手では史上最高齢となった。4月3日の対北海道日本ハムファイターズ戦（札幌ドーム）では、史上44人目となる通算1000得点を達成。5月25日には移籍後初となる甲子園球場での対阪神戦に代打で出場し、西勇輝から右前適時打を放ち両軍のファンから喝采を浴びた。しかし、打撃成績は伸び悩み、7月6日に自身2度目の登録抹消となるも、イースタン・リーグでも89打数16安打打率1割8分と復調せず、10月31日に同年シーズン限りでの現役引退を表明。11月3日に引退に関する記者会見を開き、感謝の意を述べた。

### 現役引退後
2022年からは、パナソニック野球部でコーチを務めるかたわら、日刊スポーツ専属の野球評論家・フリーランスの野球解説者としても活動。野球解説者としては、NHK大阪放送局を含む在阪放送局、日本テレビやフジテレビなどの在京テレビ局、サンテレビの中継に本数契約（主にゲスト）扱いで出演している。バラエティ番組に「スペシャルゲスト」として招かれる機会も多く、2023年の10 - 12月期にTBSテレビ系列の「日曜劇場」枠で放送されている『下剋上球児』（三重県立白山高等学校硬式野球部での実話に基づくTBSテレビ制作の連続ドラマ）の第1回（10月15日放送分）では、「草野球チームの投手」役で俳優デビューを果たした。
その一方で、岡田が阪神の一軍監督へ復帰した2023年以降は、阪神の春季キャンプに「臨時コーチ」として参加。岡田の要請を受けての参加で、内野の守備を主に指導している。

## 選手としての特徴

### 打撃

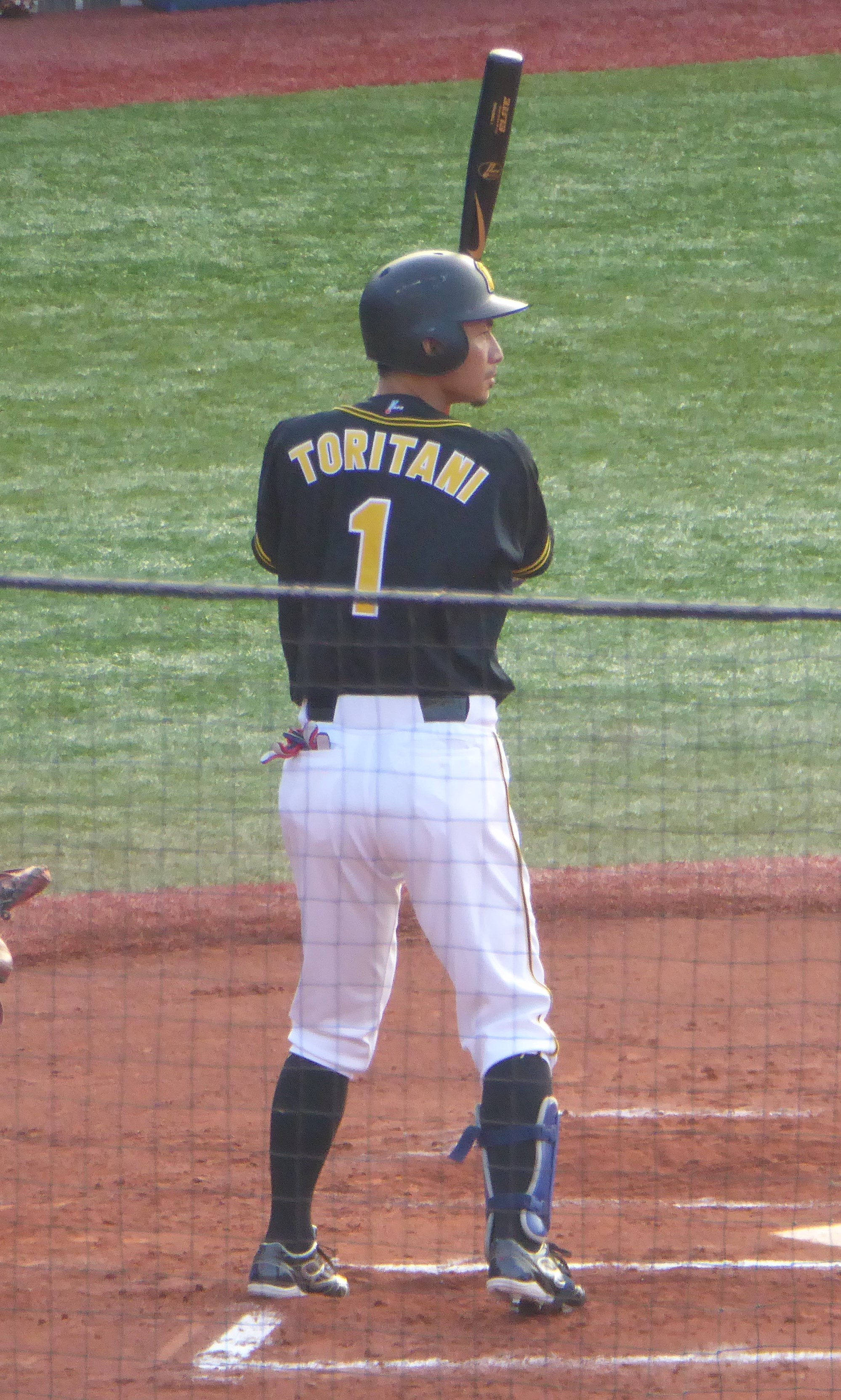
バッティングフォーム（2018年9月16日、横浜スタジアムにて）

卓越した選球眼を誇る。最高出塁率のタイトルを獲得した2011年以降、3年連続でリーグ最多四球を記録した他、2013年には両リーグ最低のボール球スイング率を記録すると同時に、球団記録となる104四球を達成。2013年から2017年まで5年連続で両リーグ最高のボール球見極め率（規定打席到達者中）を記録していた。また、2017年にはNPB史上15人目となる通算1000四球を達成したが、達成当時は歴代達成者の中で通算本塁打が最少の打者であった。また、敬遠もわずか25個（うち申告敬遠4つ）と少ない方である。
広角に打球を打ち分ける巧みなバットコントロールの持ち主でもあり、特に左方向への打球が多いことが特徴。2010年は19本塁打のうち左方向へ7本、中方向が3本と左中間で半分以上を占めた。
2006年から2010年までの通算の対右打率.300に対し対左打率.262と左投手を苦手とし、特に左投手の落ちる球を苦手としていた。ただ、2011年には対左投手の打率を.299まで上げており、左投手の苦手を克服している。
現役時代の武器の1つであった打撃は練習の段階でボール球を打たないようにすることで自分のストライクゾーンを確立して身に着けた。所属球団の打撃投手がボール球を投げても忖度せず、球審がストライクを宣告しても自分がボールと判断した球は絶対に打ちに行かない徹底ぶりであった。

### 守備・走塁
2004年の阪神入団から2016年の途中まで遊撃、2016年途中から2018年の序盤までは主に二塁や三塁、2018年の中盤以降は再び遊撃を守っている。入団直後の新人合同自主トレーニングでは、100メートル走で12秒台、50メートル走で5秒75というタイムを記録した。
かつては、スローイングの正確さや三遊間の打球への対応力の高さを武器に堅守の遊撃手として活躍、長年にわたって阪神の正遊撃手を務めた。2006年には490補殺でセ・リーグのシーズン最多補殺記録、2008年にはリーグ16年ぶりの5点台となる簡易RF5.13を記録するなど元々守備の評価は低くなかったものの、2009年シーズンから守備コーチに就任した久慈照嘉の指導の下で守備率を向上させるなどさらに安定感が増し、2010年には両リーグ2位のUZR11.7を記録、2011年には自身初のゴールデングラブ賞を獲得した。2012年にも守備イニング1,000以上の遊撃手で両リーグ4位のUZR10.4を記録した他、2013年にはDELTA社算出のUZRで遊撃手両リーグ1位の28.9を記録。
しかし、2014年はDELTA社算出のUZRは遊撃手として-8.1、データスタジアム社算出のUZRは400イニング以上出場した遊撃手としてはリーグワースト2位のUZR-5.3を記録。2015年は守備で足を引っ張るプレーが散見されるようになり、UZRでは最終的に-20.4を記録した（遊撃手としての数値）。
2017年からは三塁手へ本格的に転向。三塁手としては自身初のゴールデングラブ賞を受賞したが、UZRでは-13.4にとどまった。さらに、2018年のシーズン序盤には、前述したチーム事情を背景に二塁を守った。ちなみに、鳥谷はWBCで二塁の守備を経験しているが、NPBの公式戦では2018年まで二塁手に起用されたことがなかった。
なお、公式戦通算2000本安打を達成した際には、特定の方向の打球が見えにくくなっていることを告白。2016年のオフシーズンに病院で診察を受けたところ、ストレスが原因であることが判明したため、以降のトレーニングでは身体全般の動きに意味を持たせることを心掛けているという。
高校時代には遊撃手兼投手として活躍。当時は、ストレートで最速140km/h台を記録していた。阪神への入団後初めてブルペンで投げた2012年の春季キャンプでは、最速で134 km/hを計測した。

### 評価
2013年には野球選手の総合評価指標WARにおいて阿部慎之助に次ぐ2位を記録する。またベストナインを6回、ゴールデングラブ賞を5回（遊撃手として4回、三塁手として1回）獲得している。

### 連続試合出場
2004年9月6日の対ヤクルト戦から、2018年5月27日の対巨人戦（いずれも甲子園球場で代打に起用）まで、NPB歴代2位の公式戦1939試合連続出場を記録。その間には、2012年から2016年まで、NPB歴代4位（遊撃手としては歴代1位）の667試合連続フルイニング出場を記録した。このような記録を達成できるほど身体が強いイメージを持たれていることから、現役選手時代に連続試合フルイニング出場の世界記録を樹立した金本と同じく、「鉄人」とも称される。
ただし実際には、腰椎、肋骨、背骨、鼻骨を骨折するなど、多数の故障を経験。このような故障を押して出場を続けていることから、親しい選手や関係者からは、「痛みに強い」と評価されている。
鳥谷自身は、連続試合出場に対するモチベーションとして、「その日しか来られないファンもいるから出続ける」という金本の言葉や、欠場によってポジションを失いかねないことへの恐怖感を挙げており、また、「連続試合出場自体が野球へのモチベーションになっている」とも語っていた。
なお、NPB歴代1位の2215試合連続出場の記録保持者である衣笠祥雄が2018年4月22日に71歳で死去した直後には、「記録を意識したことはないが、毎年のキャンプなどで声を掛けていただいたことや、挨拶した時に話をしていただいたことはある」とのコメントを残した。しかし、およそ1か月後（5月29日）の対ソフトバンク戦への出場を見合わせたことによって、自身の連続試合出場記録を歴代2位の1939試合で終えた。
代打中心の起用へ移行した2019年には、慶応大学の学生時代に投手として東京六大学野球のリーグ戦で鳥谷と対戦していた田中大貴からの取材に対して、「僕は、1試合、1カード、1か月、1シーズンというトータルで（プレーを）見てもらった時に意味を為す選手で、日々（試合に）起用してもらってきたからこそ結果が出た。でも、『代打としての1打席や、1度の守備機会や走塁機会で結果を残すにはどうしたらいいか』『（代打要員としての）自分とどう向き合えばいいか』といった課題に対する答えはまだ出ていない。正直なところ、野球生活で初めて、『どうしたらいいのか分からない』という状況に陥っている」「これまでは（常時）試合に出ていたので、身体の状態を確認できた。また、（試合への出場を続けるにつれて）課題が生まれたので、試合前後の調整法や心の向け方を考えることもできた。今年（2019年）も身体は元気だが、『試合に（常時）出ない状況で自分（のコンディション）をどう整えるか』ということを考えると、毎日（の過ごし方）が難しい」と告白している。

## 人物・エピソード
愛称は「トリ」。
2人の弟も、自身と同じ聖望学園高校へ進学すると野球部に所属。長弟の司も内野手で、東京農業大学を経て、ヤマハ硬式野球部で社会人野球日本選手権大会出場を経験した。2011年限りで現役を引退してからは、同部のマネジャーを3年間務めた後に、社業へ専念している。末弟の剣は捕手で、鳥谷が早稲田大学の3年生だった2002年にネフローゼ症候群を患った影響で、選手生活を断念した。現在は病を克服し、パーソナルトレーナーとして活動している。
小学生時代は柔道でも活躍。得意技は背負い投げ・体落とし・大外刈りで、東村山市の大会で優勝したり、東京都大会でベスト8に入るなどの好成績を修めていた。
元々は左利きだが、柔道の組み手が右手だったことから、「右手だけでできないことが左手だけでできるはずがない」という実父の考えで右利きに矯正。小学生時代には、野球でも右打席で打っていたが、左利きの癖が抜けていなかった。左手で箸を持ちながら弁当を食べている姿を見た当時の監督から、「左で打ったほうが良い」と言われたことをきっかけに、左打ちの練習を開始。中学への進学を機に野球へ専念するとともに、野球界で活躍している打者の多くが左打ちであることを踏まえて、1年時から本格的に左打ちへ転向した。もっとも当時は、地元球団である西武ライオンズのファンで、右打者の秋山幸二に憧れていたという。
中学時代は両膝の成長痛に苦しみ、中学卒業を機に野球を辞める予定であった。実父からの説得を受けて後に翻意したが、聖望学園高校へ進学してからも、1年夏頃までは野球部の練習を見学するだけにとどめていた。
聖望学園高校時代の同級生に、ファッションモデルやフォトグラファーとして活動するアルナ（成松阿留奈）がいる。阪神入団後の2016年には、成松が連載を担当する「MENS+ LIFE（雑誌『MENS CLUB』のオンライン版）の企画で、成松との対談が実現した。
大学時代には、当時の監督だった野村が1度も怒ったことがないほど、練習や食事の管理へ熱心に取り組んでいた。野村によれば、同大学における6年間の監督生活で、1年生からリーグ戦の全試合に出場させた選手は鳥谷だけという。2年時には、東京六大学野球の春季リーグ戦で三冠王を獲得したものの、秋季リーグ戦では不振を極めた。自身や弟の学費を捻出するために両親が共働きを強いられていたこともあって、将来のMLB挑戦を視野に、NPBの球団で野球を続けることを本格的に意識。当時住んでいた野球部合宿所の自室から、テレビをはじめ、野球に必要のない私物をすべて排除したという。このような姿勢から、他の野球部員からは、「筋肉ファンタジー」というニックネームを付けられていた。また、1学年上の和田毅（ソフトバンク）にはサインを考案してもらったことがあり、鳥谷は今でも和田が考案したサインを使い続けている。人間科学部スポーツ科学科に在籍し、『打撃動作における下肢の筋電図解析』というテーマで卒業論文を執筆した。
阪神入団後も食事に関する自己管理を徹底。入団当初に居住していた選手寮「虎風荘」のスタッフによれば、鳥谷は在寮中にカップラーメンや白砂糖を使用した缶コーヒーの類は口にしたことがないと言っていたことを明かしている。一時はグルテンフリー（小麦由来の飲食物を摂取しない食事法）を徹底させていたが、2016年にプロ入り以来最大の不振に陥ったことから、2017年以降は食事に関する制限を緩和している。シーズンオフには毎年ファスティング（断食）で体をリセットしている。
早大の先輩であり、また鳥谷の阪神入団時から5年間監督として接した岡田彰布は「チームリーダーというタイプではない。彼は自分のことを黙々とやる選手」と評している。同大学4年のときもキャプテン就任を断ったという。
時間や場所を問わずトレーニングに励むことでも有名で、最新の理論を反映させながらトレーニングを続けている。かつてのチームメイトであった赤星憲広が練習量を尋ねたところ、「練習は歯磨きと同じく毎日続けるもので、練習しないと気持ちが悪い」と返答したという。このような姿勢は他のプロ野球選手にも影響を与えており、他球団では特に坂本勇人、京田陽太らは鳥谷への敬意を公言している。
阪神3年目の2006年4月からは、打率3割の達成を目標に掲げながら、プロ野球シーズン中に『日刊スポーツ』（大阪本社発行版）で「ロード to 3割」というモノローグ形式のコラムを月に1回のペースで独占的に連載。自身の打撃について月単位で解説する企画で、2010年シーズンに初めて3割を達成してからも、タイトルを「3番道」「向上心」と変えながら続いている。
前述したように、2017年5月24日の対巨人戦で顔面付近に死球を受けたが、鼻と頬骨を黒色のフェースガードを覆いながら翌25日の試合前練習に参加。さらに、金本に対して、スタメンでの出場を直訴した。現役選手時代の2004年に死球で右手首を骨折しながら翌日以降も試合へ出場した経験を持つ金本は、鳥谷の鼻が骨折の影響で大きく腫れていることなどを考慮したうえで、鳥谷からの直訴を形式上は却下した上で結局、同日の巨人戦と翌26日の対DeNA戦（甲子園）には、鳥谷にフェースガードを着用させたうえで代打に起用した。
試合前のルーティーンに蕎麦を食べている。
自分の現役時代に80勝しても60敗はした経験から連敗したチームを無闇に悪く言わない心遣いを見せている。
引退後も2日に1回のランニングを習慣としている。
野球界でも、おしゃれだったともいわれている。

## 社会奉仕活動
2009年にチーム全体で取り組んだ、ペットボトル飲料のキャップ（エコキャップ）を800個集めることでポリオワクチン1本と交換できる福祉活動の一環として、鳥谷自らエコキャップ数千個を持参し、芦屋市内の幼稚園に寄付した。
2010年、2011年、2013年のシーズンオフに大阪市立大学付属病院の小児科を慰問しており、その後の訪問にも意欲を見せている。
2011年から2018年まで8年連続で計10回、沖縄県立南部医療センター・こども医療センターを訪れ、入院生活を送る子どもたちを激励している。
2015年4月には、フィリピンなどの貧しい子どもたちに靴を送る活動を行う一般社団法人「レッドバード」の創設に関わった。2014年12月に野球教室を開くためグラブ100個を持参してマニラを訪れたところ、現地の子どもたちの多くが裸足だったのを見て「必要なのはグラブではなく靴だ」と感じたことがきっかけであった。自らも「レッドバード」に理事として参加している。
この活動により、社会のためにスポーツマンシップを発揮した選手やチームを表彰し、アスリートの社会貢献活動を促進させるアワードであるHEROs AWARD 2017を受賞した。
2018年10月には、西日本豪雨災害の被災地である広島県安芸郡坂町の仮設住宅を訪問し、避難生活を続ける被災者との交流を行った。
阪神球団も、以上の活動を高く評価。2015年には、球団から第5回若林忠志賞を授与された。

## 詳細情報

### 年度別打撃成績
| 年 度      | 球 団      | 試 合 | 打 席 | 打 数 | 得 点 | 安 打 | 二 塁 打 | 三 塁 打 | 本 塁 打 | 塁 打 | 打 点 | 盗 塁 | 盗 塁 死 | 犠 打 | 犠 飛 | 四 球 | 敬 遠 | 死 球 | 三 振 | 併 殺 打 | 打 率 | 出 塁 率 | 長 打 率 | O P S |
| ---------- | ---------- | ----- | ----- | ----- | ----- | ----- | -------- | -------- | -------- | ----- | ----- | ----- | -------- | ----- | ----- | ----- | ----- | ----- | ----- | -------- | ----- | -------- | -------- | ----- |
| 2004       | 阪神       | 101   | 261   | 235   | 28    | 59    | 13       | 0        | 3        | 81    | 17    | 2     | 2        | 2     | 0     | 21    | 1     | 3     | 66    | 6        | .251  | .320     | .345     | .665  |
| 2005       | 阪神       | 146   | 646   | 572   | 82    | 159   | 27       | 1        | 9        | 215   | 52    | 5     | 5        | 10    | 4     | 53    | 3     | 6     | 115   | 11       | .278  | .343     | .376     | .719  |
| 2006       | 阪神       | 146   | 609   | 543   | 65    | 157   | 28       | 2        | 15       | 234   | 58    | 5     | 3        | 4     | 0     | 60    | 1     | 2     | 111   | 10       | .289  | .362     | .431     | .793  |
| 2007       | 阪神       | 144   | 642   | 565   | 67    | 154   | 19       | 4        | 10       | 211   | 43    | 7     | 4        | 8     | 1     | 63    | 2     | 5     | 106   | 8        | .273  | .350     | .373     | .724  |
| 2008       | 阪神       | 144   | 605   | 523   | 66    | 147   | 17       | 6        | 13       | 215   | 80    | 4     | 7        | 5     | 5     | 68    | 2     | 4     | 85    | 10       | .281  | .365     | .411     | .776  |
| 2009       | 阪神       | 144   | 617   | 538   | 84    | 155   | 31       | 2        | 20       | 250   | 75    | 7     | 7        | 5     | 4     | 65    | 0     | 5     | 83    | 13       | .288  | .368     | .465     | .833  |
| 2010       | 阪神       | 144   | 651   | 575   | 98    | 173   | 31       | 6        | 19       | 273   | 104   | 13    | 3        | 2     | 5     | 66    | 1     | 3     | 93    | 14       | .301  | .373     | .475     | .848  |
| 2011       | 阪神       | 144   | 590   | 500   | 71    | 150   | 28       | 7        | 5        | 207   | 51    | 16    | 3        | 3     | 5     | 78    | 0     | 4     | 72    | 10       | .300  | .395     | .414     | .809  |
| 2012       | 阪神       | 144   | 624   | 515   | 62    | 135   | 22       | 6        | 8        | 193   | 59    | 15    | 4        | 5     | 8     | 94    | 2     | 2     | 91    | 12       | .262  | .373     | .375     | .748  |
| 2013       | 阪神       | 144   | 643   | 532   | 74    | 150   | 30       | 4        | 10       | 218   | 65    | 15    | 7        | 1     | 2     | 104   | 1     | 4     | 65    | 12       | .282  | .402     | .410     | .812  |
| 2014       | 阪神       | 144   | 644   | 550   | 96    | 172   | 28       | 2        | 8        | 228   | 73    | 10    | 6        | 1     | 4     | 87    | 3     | 2     | 80    | 14       | .313  | .406     | .415     | .821  |
| 2015       | 阪神       | 143   | 646   | 551   | 69    | 155   | 21       | 4        | 6        | 202   | 42    | 9     | 6        | 2     | 3     | 89    | 2     | 1     | 77    | 8        | .281  | .380     | .367     | .747  |
| 2016       | 阪神       | 143   | 533   | 449   | 49    | 106   | 16       | 1        | 7        | 145   | 36    | 13    | 3        | 1     | 6     | 75    | 0     | 2     | 80    | 12       | .236  | .344     | .323     | .667  |
| 2017       | 阪神       | 143   | 570   | 488   | 57    | 143   | 23       | 3        | 4        | 184   | 41    | 8     | 7        | 1     | 2     | 77    | 3     | 2     | 62    | 13       | .293  | .390     | .377     | .767  |
| 2018       | 阪神       | 121   | 261   | 220   | 15    | 51    | 11       | 0        | 1        | 65    | 22    | 1     | 1        | 3     | 3     | 34    | 3     | 1     | 37    | 6        | .232  | .333     | .295     | .629  |
| 2019       | 阪神       | 74    | 105   | 92    | 9     | 19    | 3        | 1        | 0        | 24    | 4     | 1     | 0        | 1     | 0     | 12    | 0     | 0     | 16    | 2        | .207  | .298     | .261     | .559  |
| 2020       | ロッテ     | 42    | 39    | 36    | 5     | 5     | 2        | 0        | 0        | 7     | 6     | 0     | 1        | 0     | 0     | 1     | 0     | 2     | 8     | 0        | .139  | .205     | .194     | .400  |
| 2021       | ロッテ     | 32    | 61    | 53    | 7     | 9     | 3        | 0        | 0        | 12    | 2     | 0     | 0        | 0     | 0     | 8     | 1     | 0     | 11    | 0        | .170  | .279     | .226     | .505  |
| 通算：18年 | 通算：18年 | 2243  | 8747  | 7537  | 1004  | 2099  | 353      | 49       | 138      | 2964  | 830   | 131   | 69       | 54    | 52    | 1055  | 25    | 48    | 1258  | 161      | .278  | .368     | .393     | .762  |

- 各年度の太字はリーグ最高

### 年度別打撃成績所属リーグ内順位
| 年 度 | 年 齢 | リ ｜ グ   | 打 率 | 安 打 | 二 塁 打 | 三 塁 打 | 本 塁 打 | 打 点 | 盗 塁 | 出 塁 率 | 四 球 |
| ----- | ----- | ---------- | ----- | ----- | -------- | -------- | -------- | ----- | ----- | -------- | ----- |
| 2004  | 23    | セ・リーグ | -     | -     | -        | -        | -        | -     | -     | -        | -     |
| 2005  | 24    | セ・リーグ | -     | -     | 9位      | -        | -        | -     | -     | -        | -     |
| 2006  | 25    | セ・リーグ | -     | -     | 9位      | -        | -        | -     | -     | -        | 9位   |
| 2007  | 26    | セ・リーグ | -     | 10位  | -        | 3位      | -        | -     | -     | -        | 8位   |
| 2008  | 27    | セ・リーグ | -     | -     | -        | 3位      | -        | 7位   | -     | -        | 4位   |
| 2009  | 28    | セ・リーグ | -     | -     | 7位      | -        | -        | -     | -     | 8位      | 6位   |
| 2010  | 29    | セ・リーグ | -     | 6位   | 9位      | 3位      | -        | 4位   | -     | -        | 4位   |
| 2011  | 30    | セ・リーグ | 4位   | 7位   | 2位      | 1位      | -        | -     | 6位   | 1位      | 1位   |
| 2012  | 31    | セ・リーグ | -     | 9位   | -        | 2位      | -        | 10位  | 9位   | 5位      | 1位   |
| 2013  | 32    | セ・リーグ | 9位   | 5位   | 3位      | 2位      | -        | 9位   | 8位   | 4位      | 1位   |
| 2014  | 33    | セ・リーグ | 7位   | 7位   | -        | 10位     | -        | 9位   | -     | 3位      | 2位   |
| 2015  | 34    | セ・リーグ | 7位   | 4位   | -        | 4位      | -        | -     | -     | 4位      | 2位   |
| 2016  | 35    | セ・リーグ | -     | -     | -        | -        | -        | -     | 8位   | -        | 6位   |
| 2017  | 36    | セ・リーグ | 8位   | -     | -        | 8位      | -        | -     | -     | 4位      | 5位   |
| 2018  | 37    | セ・リーグ | -     | -     | -        | -        | -        | -     | -     | -        | -     |
| 2019  | 38    | セ・リーグ | -     | -     | -        | -        | -        | -     | -     | -        | -     |
| 2020  | 39    | パ・リーグ | -     | -     | -        | -        | -        | -     | -     | -        | -     |
| 2021  | 40    | パ・リーグ | -     | -     | -        | -        | -        | -     | -     | -        | -     |

- 太字年度は規定打席到達年度
- -は10位未満（打率、出塁率は規定打席未到達の場合も-と表記）

### WBCでの打撃成績
| 年 度 | 代 表 | 試 合 | 打 席 | 打 数 | 得 点 | 安 打 | 二 塁 打 | 三 塁 打 | 本 塁 打 | 塁 打 | 打 点 | 盗 塁 | 盗 塁 死 | 犠 打 | 犠 飛 | 四 球 | 敬 遠 | 死 球 | 三 振 | 併 殺 打 | 打 率 | 出 塁 率 | 長 打 率 | O P S |
| ----- | ----- | ----- | ----- | ----- | ----- | ----- | -------- | -------- | -------- | ----- | ----- | ----- | -------- | ----- | ----- | ----- | ----- | ----- | ----- | -------- | ----- | -------- | -------- | ----- |
| 2013  | 日本  | 7     | 22    | 15    | 4     | 4     | 1        | 1        | 1        | 13    | 2     | 1     | 0        | 2     | 1     | 4     | 0     | 0     | 2     | 0        | .267  | .400     | .667     | 1.067 |

### 年度別守備成績
| 年 度 | 球 団  | 一塁  | 一塁  | 一塁  | 一塁  | 一塁  | 一塁     | 二塁  | 二塁  | 二塁  | 二塁  | 二塁  | 二塁     | 三塁  | 三塁  | 三塁  | 三塁  | 三塁  | 三塁     | 遊撃  | 遊撃  | 遊撃  | 遊撃  | 遊撃  | 遊撃     |
| 年 度 | 球 団  | 試 合 | 刺 殺 | 補 殺 | 失 策 | 併 殺 | 守 備 率 | 試 合 | 刺 殺 | 補 殺 | 失 策 | 併 殺 | 守 備 率 | 試 合 | 刺 殺 | 補 殺 | 失 策 | 併 殺 | 守 備 率 | 試 合 | 刺 殺 | 補 殺 | 失 策 | 併 殺 | 守 備 率 |
| ----- | ------ | ----- | ----- | ----- | ----- | ----- | -------- | ----- | ----- | ----- | ----- | ----- | -------- | ----- | ----- | ----- | ----- | ----- | -------- | ----- | ----- | ----- | ----- | ----- | -------- |
| 2004  | 阪神   | -     | -     | -     | -     | -     | -        | -     | -     | -     | -     | -     | -        | 30    | 13    | 34    | 0     | 1     | 1.000    | 52    | 69    | 101   | 4     | 16    | .977     |
| 2005  | 阪神   | -     | -     | -     | -     | -     | -        | -     | -     | -     | -     | -     | -        | -     | -     | -     | -     | -     | -        | 146   | 201   | 477   | 10    | 86    | .985     |
| 2006  | 阪神   | -     | -     | -     | -     | -     | -        | -     | -     | -     | -     | -     | -        | -     | -     | -     | -     | -     | -        | 146   | 213   | 490   | 21    | 100   | .971     |
| 2007  | 阪神   | -     | -     | -     | -     | -     | -        | -     | -     | -     | -     | -     | -        | -     | -     | -     | -     | -     | -        | 144   | 196   | 446   | 11    | 81    | .983     |
| 2008  | 阪神   | -     | -     | -     | -     | -     | -        | -     | -     | -     | -     | -     | -        | -     | -     | -     | -     | -     | -        | 144   | 263   | 476   | 15    | 107   | .980     |
| 2009  | 阪神   | -     | -     | -     | -     | -     | -        | -     | -     | -     | -     | -     | -        | -     | -     | -     | -     | -     | -        | 144   | 204   | 467   | 7     | 80    | .990     |
| 2010  | 阪神   | -     | -     | -     | -     | -     | -        | -     | -     | -     | -     | -     | -        | -     | -     | -     | -     | -     | -        | 140   | 205   | 443   | 7     | 98    | .989     |
| 2011  | 阪神   | -     | -     | -     | -     | -     | -        | -     | -     | -     | -     | -     | -        | -     | -     | -     | -     | -     | -        | 136   | 192   | 389   | 5     | 66    | .991     |
| 2012  | 阪神   | -     | -     | -     | -     | -     | -        | -     | -     | -     | -     | -     | -        | -     | -     | -     | -     | -     | -        | 144   | 215   | 468   | 12    | 77    | .983     |
| 2013  | 阪神   | -     | -     | -     | -     | -     | -        | -     | -     | -     | -     | -     | -        | -     | -     | -     | -     | -     | -        | 144   | 213   | 476   | 4     | 98    | .994     |
| 2014  | 阪神   | -     | -     | -     | -     | -     | -        | -     | -     | -     | -     | -     | -        | -     | -     | -     | -     | -     | -        | 144   | 208   | 363   | 5     | 77    | .991     |
| 2015  | 阪神   | -     | -     | -     | -     | -     | -        | -     | -     | -     | -     | -     | -        | -     | -     | -     | -     | -     | -        | 143   | 207   | 380   | 14    | 63    | .977     |
| 2016  | 阪神   | -     | -     | -     | -     | -     | -        | -     | -     | -     | -     | -     | -        | 17    | 8     | 36    | 2     | 1     | .957     | 118   | 156   | 286   | 10    | 42    | .978     |
| 2017  | 阪神   | -     | -     | -     | -     | -     | -        | -     | -     | -     | -     | -     | -        | 138   | 80    | 190   | 9     | 10    | .968     | -     | -     | -     | -     | -     | -        |
| 2018  | 阪神   | -     | -     | -     | -     | -     | -        | 28    | 33    | 35    | 2     | 7     | .971     | 32    | 18    | 37    | 3     | 6     | .948     | 2     | 1     | 2     | 0     | 0     | 1.000    |
| 2019  | 阪神   | -     | -     | -     | -     | -     | -        | -     | -     | -     | -     | -     | -        | -     | -     | -     | -     | -     | -        | 14    | 12    | 28    | 1     | 11    | .976     |
| 2020  | ロッテ | 1     | 0     | 1     | 0     | 0     | 1.000    | 1     | 0     | 4     | 0     | 1     | 1.000    | 24    | 3     | 9     | 1     | 0     | .923     | 7     | 5     | 9     | 0     | 0     | 1.000    |
| 2021  | ロッテ | 1     | 4     | 0     | 1     | 0     | .800     | -     | -     | -     | -     | -     | -        | 6     | 4     | 8     | 0     | 1     | 1.000    | 9     | 8     | 17    | 1     | 4     | .962     |
| 通算  | 通算   | 2     | 4     | 1     | 1     | 0     | .833     | 29    | 33    | 39    | 2     | 8     | .972     | 247   | 126   | 314   | 15    | 19    | .967     | 1777  | 2568  | 5318  | 127   | 1006  | .984     |

- 各年度の太字はリーグ最高
- 太字年はゴールデングラブ賞受賞年

### タイトル
- 最高出塁率：1回（2011年）

### 表彰
- ベストナイン：6回（遊撃手部門：2008年、2010年、2011年、2013年 - 2015年）
- ゴールデングラブ賞：5回（遊撃手部門：2011年、2013年 - 2015年、三塁手部門：2017年）
- オールスターゲーム新人賞（2005年）
- 月間MVP：1回（野手部門：2010年8月）
- セントラル・リーグ 連盟特別表彰：1回（功労賞：2021年）
- スピードアップ賞：1回（2010年）
- ヤナセ・阪神タイガースMVP賞：1回（2010年）[171]
- 若林忠志賞：1回（2015年）
- ミキハウス 虎キャンプMVP：1回（2015年）[172]
- HEROs AWARD：1回（2017年）[173]
- 関西スポーツ賞 特別賞（2018年）[174]
- 第7回 Athlete Dresser Award（2018年）[175]

### 記録
初記録
- 初出場・初先発出場：2004年4月2日、対読売ジャイアンツ1回戦（東京ドーム）、7番・遊撃手で先発出場
- 初打席・初三振：同上、2回表に上原浩治の前に空振り三振
- 初安打：同上、8回表に前田幸長から左前安打
- 初得点：同上、8回表に前田幸長から左前安打で出塁し、その後、三塁まで進み、今岡誠の安打で生還
- 初二塁打：2004年4月14日、対広島東洋カープ2回戦（阪神甲子園球場）、澤崎俊和から
- 初打点：2004年4月28日、対横浜ベイスターズ4回戦（阪神甲子園球場）、7回裏にデニー友利から中前適時打
- 初四球：2004年5月23日、対読売ジャイアンツ12回戦（阪神甲子園球場）、6回裏に久保裕也から
- 初本塁打：2004年5月27日、対横浜ベイスターズ8回戦（阪神甲子園球場）、8回裏に東和政から右越ソロ
- 初盗塁：2004年7月19日、対横浜ベイスターズ13回戦（横浜スタジアム）、9回表に二盗（投手：山田博士、捕手：相川亮二）

節目の記録
- 1000本安打：2010年10月5日、対東京ヤクルトスワローズ24回戦（明治神宮野球場）、3回表に橋本義隆から中越適時二塁打 ※史上262人目
- 1000試合出場：2011年5月22日、対埼玉西武ライオンズ1回戦（阪神甲子園球場）、6回裏に代打で出場 ※史上442人目
- 100本塁打：2012年9月15日、対読売ジャイアンツ23回戦（東京ドーム）、4回表にD.J.ホールトンから右越ソロ ※史上266人目
- 1500本安打：2014年5月29日、対埼玉西武ライオンズ2回戦（阪神甲子園球場）、5回裏に菊池雄星から左前安打 ※史上115人目
- 1500試合出場：2014年8月9日、対広島東洋カープ15回戦（京セラドーム大阪）、3番・遊撃手で先発出場 ※史上183人目
- 1000三振：2015年6月13日、対オリックス・バファローズ2回戦（京セラドーム大阪）、3回表に金子千尋の前に見逃し三振 ※史上59人目
- 300二塁打：2016年5月14日、対横浜DeNAベイスターズ10回戦（横浜スタジアム）、9回表に山﨑康晃から右越二塁打 ※史上66人目
- 2000本安打：2017年9月8日、対横浜DeNAベイスターズ18回戦（阪神甲子園球場）、2回裏に井納翔一から右中間適時二塁打 ※史上50人目
- 1000四球：2017年10月10日、対中日ドラゴンズ25回戦（阪神甲子園球場）、5回裏に三ツ間卓也から ※史上15人目
- 2000試合出場：2018年5月4日、対中日ドラゴンズ6回戦（阪神甲子園球場）、7回裏にディエゴ・モレノの代打で出場 ※史上51人目
- 350二塁打：2020年10月25日、対オリックス・バファローズ23回戦（京セラドーム大阪）、8回表に鈴木優から右中間2点適時二塁打 ※史上46人目
- 1000得点：2021年4月3日、対北海道日本ハムファイターズ2回戦（札幌ドーム）、7回表に藤原恭大の左適時二塁打で生還 ※史上44人目

その他の記録
- 連続試合出場：1939試合（2004年9月9日 - 2018年5月27日、歴代2位）[176] ※2017年4月19日の対中日ドラゴンズ2回戦（ナゴヤドーム）で1767試合連続試合出場を達成したことによって、歴代2位に浮上
- 連続試合フルイニング出場：667試合（2012年3月30日 - 2016年7月23日）※歴代4位記録、遊撃手としては日本記録
- 遊撃手シーズン最多打点：104（2010年）※日本記録
- 遊撃手シーズン最多補殺：490（2006年）※セ・リーグ記録
- 遊撃手として史上最高齢開幕スタメン：39歳9か月（2021年）
- 13年連続シーズン100安打（2005年 - 2017年）※阪神球団記録
- 3年連続最多四球：2011 - 2013年 ※王貞治、落合博満に次ぐセ・リーグ歴代3位タイ
- シーズン100四球（2013年）※史上21人目
- シーズン四球：104（2013年）※球団記録
- 月間安打：43（2010年8月）※球団記録
- 連続試合出塁：47（2013年7月 - 9月）※球団記録およびセ・リーグ歴代3位タイ記録
- 月間得点：30（2014年4月）※球団記録
- オールスターゲーム出場：7回（2005年、2006年、2012年 - 2015年、2017年）

### 背番号
- 1（2004年 - 2019年）：2013年シーズンをもって、阪神の歴代選手の中で一番長くこの番号を背負った選手となった。
- 00（2020年 - 2021年）

### 登場曲
- 「裸 ～Nude～」 - Vo Vo Tau（2004年）
- 「音色」 - KREVA（2005年）
- 「サンキュー!!」 - HOME MADE 家族（2006年）
- 「BIRDMAN」 - FIRE BALL（2007年）
- 「You Gotta Be」 - 2Worldz feat. Sherman（2008年）
- 「Don't Stop the Music」 - Rihanna（2009年）
- 「Run The Show」 - Kat DeLuna feat. Shaka Dee（2010年）
- 「Turn Around And Count 2 Ten」 - Dead or Alive（2011年 - 2012年）
- 「Don't Stop The Party」 - Pitbull（2013年）
- 「Let's Get Ridiculous」 - Redfoo（2014年）
- 「Juicy wiggle」 - Redfoo（2015年）
- 「Sexy Papi」 - Claydee（2016年）
- 「The Feeling」 - KANDO BANDO（2017年 - 2019年）
- 「HIT」- SEVENTEEN（2020年 - 2021年）

### 代表歴
- 2013 ワールド・ベースボール・クラシック日本代表

## 関連情報

### 出演
野球解説者として出演しているプロ野球中継
- MBSベースボールパーク（MBSラジオ）

2022年のみ「ゲスト解説者」、2023年から（レギュラー解説者に近い扱いの）「準解説者」という肩書で出演。
プロ野球のオフシーズンには、2022年度から事前収録の関連番組でパーソナリティを担当。2022年度（2022年11月 - 2023年3月）には『鳥谷敬の鳥谷式ラジオ』として毎月第2日曜日、2023年度（2023年11月 - 2024年3月）には『鳥谷敬のオフトーク』として毎月第2土曜日の夜間に編成されている。
- S☆1 BASEBALL（TBSテレビ系列）

毎日放送が『MBSベースボールパーク』というタイトルで制作する阪神主管試合の中継や、CBCテレビが『燃えよドラゴンズ』というタイトルで制作する中日対阪神戦（バンテリンドーム ナゴヤ）中継や、TBSテレビがBS-TBS・TBSチャンネル向けに制作する横浜DeNA主催試合（BS-TBSはセ・パ交流戦を含むパ・リーグ球の試合も制作）に「ゲスト解説者」として随時出演。
- ナマ虎スタジアム（テレビ大阪） - 2023年から、阪神戦中継に「メイン解説者」扱いで出演。
- サンテレビボックス席（サンテレビ） - 2022年から「ゲスト解説者」として随時出演。
- NHKプロ野球 - NHK大阪放送局が制作する阪神主管試合のテレビ中継に、2022年から随時出演。
- DRAMATIC BASEBALL（日本テレビ系列） - 読売テレビが制作する阪神戦中継や、日本テレビが制作する巨人対阪神戦（東京ドーム）中継に、「ゲスト解説者」として2022年から随時出演。
- プロ野球中継（関西テレビ） - 「ゲスト解説者」として、2022年から阪神戦の中継に随時出演。日本シリーズではフジテレビ制作の中継に出演することがある。
- プロ野球ニュース - 2023年から出演。
- すぽると! - 2024年から出演。

現在、フジテレビ制作のスポーツ情報番組である『プロ野球ニュース』、『すぽると!』の両番組にレギュラー出演しているのは2024年現在で鳥谷のみとなっている。
- スーパーベースボール (テレビ朝日系列)

朝日放送テレビが制作する阪神戦の中継や、テレビ朝日および朝日放送テレビが制作著作または制作協力として関与するBS朝日の中継（阪神戦以外を含む）に、「ゲスト解説者」として2022年から随時出演。
現役引退後に出演した主なテレビ番組
- 千鳥の鬼レンチャン（フジテレビ） - 400m走を連続で行う「400m走サバイバルレンチャン」に参加。2023年7月23日に『FNS27時間テレビ』内で行われた生放送では最終4人まで残り、2着[177]。2024年2月11日放送回では最終4人まで残り、1着でゴール（鬼レンチャン達成）し、賞金100万円を獲得した[178]。

現役選手時代に出演した主なテレビ番組
- オーラ!ポケットにつめた夢（テレビ東京）系：2003年4月7日
- 熱血!!タイガース党（サンテレビ）系：2004年1月16日
- 激突!スポーツ感謝祭2005（日本テレビ）系：2005年12月11日
- プロ野球オールスタースポーツフェスティバル（日本テレビ）系：2009年1月4日
- 人生が変わる1分間の深イイ話（日本テレビ）系：2009年2月2日

「伝統の巨人-阪神戦SP」に出演。先攻の阪神側・後攻の巨人側が交互に深イイ話を紹介し深イイの数で勝敗を競うという特別ルールの下、阪神側が勝利した。掛布雅之、江川卓と共演
- ジャイケルマクソン（毎日放送）系：2010年1月21日

桧山進次郎、浅井良と共演。「タイガースの選手なら知ってて当たり前クイズ」にて全問不正解を記録し、罰ゲームとして2010年シーズン1回目のヒーローインタビューの時、最後に「あとジャイケルマクソンもよろしく」と言うことを約束させられ、4月30日のヒーローインタビューにて実行した。
- プロ野球オールスタースポーツフェスティバル（日本テレビ）系：2011年1月9日

「にらめっこバトル」にて3名のお笑い芸人相手に一回も笑わず、涌井秀章に対し勝利を収めた。
- S☆1（TBS）系：2011年12月4日

「猛虎がMLBを語る」に出演。金本知憲、新井貴浩と共演・対談
- プロ野球オールスタースポーツフェスティバル（日本テレビ）系：2012年1月8日
- おはよう朝日です（朝日放送）系：2012年2月10日

濱中治、関本賢太郎と共演・対談
- 熱血!!タイガース党（サンテレビ）系：2012年12月07日
- WBC三連覇へ日本の誇り（TBS）系：2013年3月7日
- カワスポ（毎日放送）：2013年3月30日

アナウンサー・河田直也と対談
- サンデースポーツ（NHK総合テレビジョン）：2013年4月7日

「アニキの部屋」に出演。 金本知憲と共演・対談
- 虎バン（朝日放送）：2013年12月1日
- おはよう朝日です（朝日放送）：2013年12月20日

スペシャルゲストとして生出演
- THE GOLDEN BATTLE 2013 絶対にありえない究極のスペシャルマッチ（フジテレビ）系：2013年12月24日

「プロ野球VSソフトボール上野」に出演。自身は上野由岐子相手に番組史上初のマルチ安打を記録するも敗北。中田翔、糸井嘉男と共演
- 熱血!!タイガース党（サンテレビ）系：2014年2月7日

福本豊、湯浅明彦と対談
- 虎バン（朝日放送）：2014年2月16日

「鉄人対談」にて金本知憲と対談
- Going!Sports&News（日本テレビ）：2015年2月8日

赤星憲広と対談
- 虎バン（朝日放送）：2015年3月21日

「Cross over」にて阪神タイガースファンで俳優の佐藤隆太と対談
- 鳥谷敬×青木宣親～同級生 初めて本音で話しました～（NHK BS1）：2017年12月31日

早稲田大学時代のチームメイト・青木宣親と対談
- コヤぶるッ!SPORTS（関西テレビ）：2017年12月31日

小籔千豊、本田望結、こいで（シャンプーハット）と対談
- 朝生ワイド す・またん!（読売テレビ） - 不定期ゲスト出演

テレビCM（いずれも阪神の選手時代）
- ジョー・コーポレーション チームメイトの藤川球児・今岡誠と共演
- 上新電機（2008年 - 2012年） チームメイトの藤川球児・新井貴浩と共演

2008年12月 - 「上新電機2009賀正・今年もJoshin・初売り」に出演
2009年12月 - 「上新電機平成二十二年虎年・虎夢セール・元旦から」に出演
2010年1月 - 「上新電機平成二十二年虎年・虎夢セール・開催中」に出演
2011年1月 - 「上新電機『企業』今年もJoshin・初売・元旦から営業」
「上新電機『企業』今年もJoshin・お年玉セール・開催中」に出演
2011年12月 - 「上新電機『企業』今年もJoshin・初売・最新家電・元旦から営業」に出演
2012年1月 - 「上新電機『企業』今年もJoshin・お年玉セール・最新家電・開催中」に出演
テレビドラマ
- 下剋上球児 第1話（2023年10月15日、TBS）- 下川原祐一 役[179]

### 出版物

#### 著書
- 『キャプテンシー』角川書店、2016年3月。ISBN 978-4040820682。
- 『明日、野球やめます　選択を正解に導くロジック』集英社、2022年6月。ISBN 978-4-08-781722-5。

#### その他
- 鳥谷敬（阪神タイガース）カレンダー 2011年（株式会社ハゴロモ）：2010年12月
- 鳥谷敬 BASEBALL LOG BOOK 1981-2011（株式会社パムズ）：2011年8月
- 鳥谷敬（阪神タイガース）カレンダー 2012年（株式会社ハゴロモ）：2011年12月
- 鳥谷敬（阪神タイガース）カレンダー 2013年（株式会社ハゴロモ）：2012年12月
- 鳥谷敬（阪神タイガース）カレンダー 2014年（株式会社ハゴロモ）：2013年12月
- 鳥谷敬（阪神タイガース）カレンダー 2015年（株式会社ハゴロモ）：2014年12月

### 漫画
- ドカベン ドリームトーナメント編：単行本第7巻に登場。